# Stiftung Navapalos
Die Stiftung Navapalos war ein Pionierprojekt auf dem Gebiet des Lehmbaus, der erneuerbaren Energie, dem Low-Cost-Housing und der Entwicklungshilfe. Die meisten Aktivitäten der Stiftung spielten sich Ende des 20. Jahrhunderts bis zu Beginn des 21. Jahrhunderts ab. Die als gemeinnützig anerkannte spanische Stiftung verdankt ihren Namen dem verlassenen historischen Dorf Navapalos in der Provinz Soria in Spanien. Das Dorf Navapalos diente gleichermaßen als Forschungsstätte, Demonstrationsobjekt und als Sitz von Sommerakademien. Die Stiftung „Navapalos“ gilt als eines der wichtigsten Projekte der Welt auf dem Gebiet der nachhaltigen Entwicklung, des Umweltschutzes und der Entwicklungshilfe. Stifter und Präsident der Stiftung war der Architekt Erhard Rohmer (1943–2017), Geschäftsführerin ist Ana Vera.

## Stiftungsziele und Wirken der Stiftung
Die Arbeit der Stiftung, die in den letzten 30 Jahren eng mit dem Entwicklungsdienst „Inter-Acción“ (NGO) zusammengearbeitet hat, ist breit gefächert. Auf dem Gebiet Forschung und Entwicklung stand die Erforschung der Lehmbautechniken („Bauen mit Erde“) in historischer, systematischer und globaler Perspektive im Vordergrund. Weitere Schwerpunkte der Arbeit stellten die Erforschung der erneuerbaren Energien (Wind-, Wasser-, Sonnen- und Bioenergie) und die Entwicklung von Low-Cost-Housing-Strategien dar. Die Stiftung engagierte sich aber nicht nur in der Forschung, sondern auch in der Lehre. Ein Kooperationsvertrag mit anderen spanischen Forschungs- und Lehreinrichtungen – insbesondere mit der Universität Valladolid, dem Consejo Superior de Investigaciones Científicas und der Polytechnischen Universität Madrid – ermöglichte seit 1984 die Durchführung von hunderten von Sommerakademien und Sommerkursen. Da Navapalos an keine öffentliche Energieversorgung angeschlossen ist und all seine Energie allein aus erneuerbaren Energien zieht, wurde auf diese Weise einer ganzen Generation junger Studenten und Wissenschaftler vermittelt, dass es möglich ist, aus den konventionellen Energien „auszusteigen“ und gänzlich auf umweltfreundliche Energien „umzusteigen“. Die Tätigkeit der Stiftung bestand aber nicht nur aus Forschung und Lehre, sondern beinhaltete auch konkrete Projekte, die sie in Zusammenarbeit mit dem Entwicklungsdienst „Inter-Acción“ durchführte. So ist die Stiftung nicht nur in Spanien, sondern ebenfalls in zahlreichen lateinamerikanischen Ländern, wie insbesondere in Nicaragua und Kolumbien, tätig geworden. Eine Übersicht über diese Projekte, Publikationen und Ausstellungen der Stiftung findet sich in dem Buch „Fundación Navapalos, Inter-Accion ONGD Eco-Centro Navapalos Plan 2003–2010“ und in dem Buch „IInter-Accion ONGD, Fundación Navapalos: Premios y Prensa, ECO Centro Navapalos S. L. Nuevas Tecnologias; Productos, Materiales para la Planificación y Edificación Medioambential“.

## Geschichte

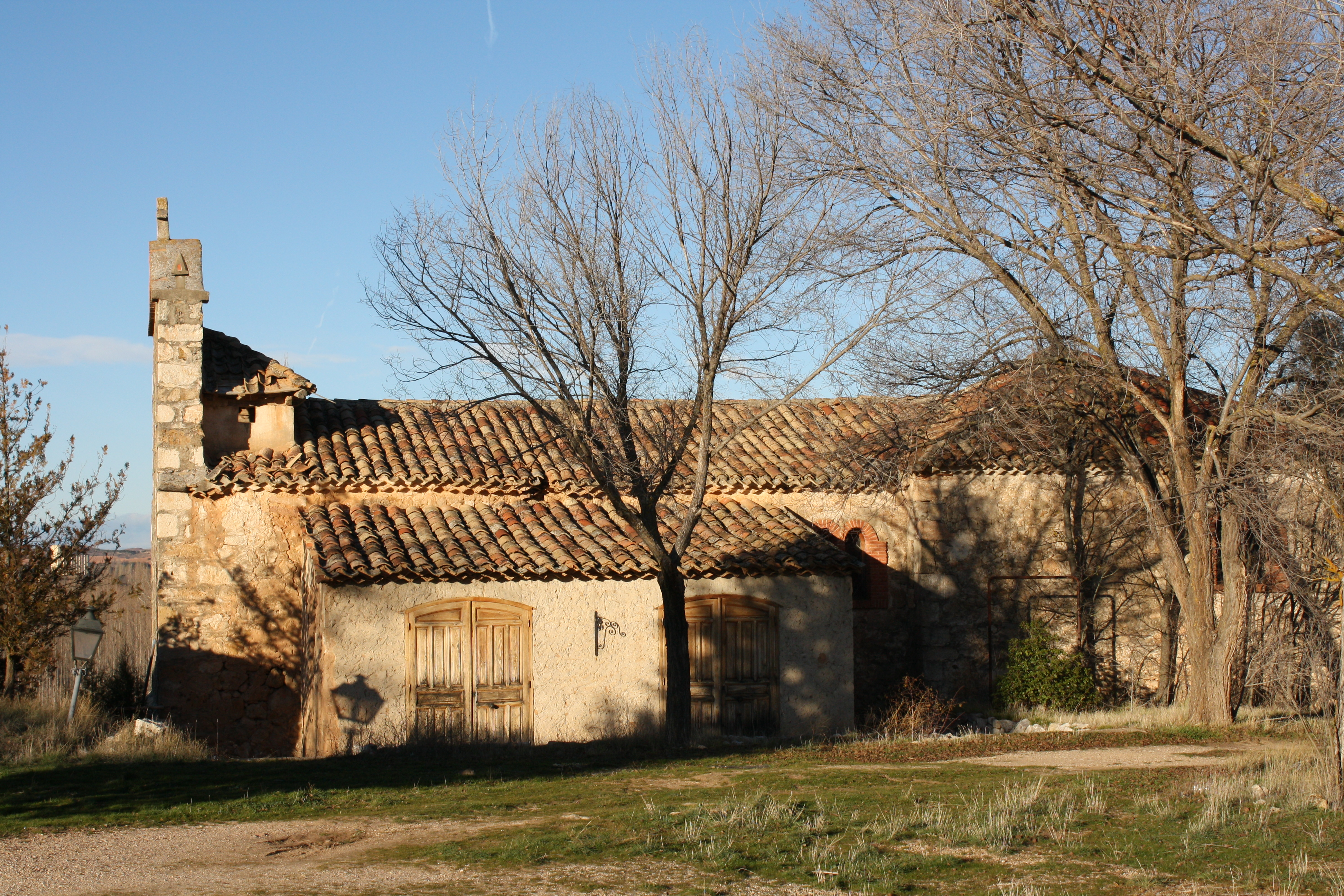
Kirche von Navapalos

Die Stiftung Navapalos ging aus dem 1985 gegründeten, spanischen ECO-Centro Navapalos hervor, das wiederum von dem Entwicklungsdienst „Inter-Acción“ (NGO) ins Leben gerufen wurde, einem am 6. Dezember 1982 gegründeten „Verein der Freunde der einheimischen, spanischen Architektur und der traditionellen, spanischen, volkstümlichen Bauweisen“. Hatte sich der Verein „Inter-Acción“ in seiner Gründungsstunde den Erhalt und Schutz der traditionellen spanischen Architektur zur Aufgabe gemacht, so erweiterten sich im Laufe der Zeit die Betätigungsfelder des Dienstes bzw. der Stiftung: Zu ihnen gehörte in den letzten 30 Jahren sowohl die Erforschung traditioneller Bautechniken (insbesondere Lehmbau), als auch die Erforschung erneuerbarer Energie, die Entwicklung von Low-Cost-Housing-Strategien, der Technologie-Transfer und darüber hinaus die Durchführung konkreter Entwicklungsprojekte. Seit 1985 dient das Dorf als Forschungs- und Bildungsstätte sowie als Zentrum für die Demonstration von erneuerbarer Energie und innovativer Bautechnik. Die Stiftung (bzw. „Inter-Acción“) hat mehr als zwanzig internationale Großkongresse in Navapalos
Bereits 1993 erklärte sich der spanische Anthropologe, Historiker und Essayist Julio Caro Baroja bereit, die Schirmherrschaft über die Stiftung zu nehmen. Um das Andenken an ihren Ehrenpräsidenten zu bewahren, führt die Stiftung seit dem Tod Barojas im Jahre 1995 alle zwei Jahre eine „Aula Julio Caro Baroja“ in Zusammenarbeit mit der Universität Valladolid durch, auf der anthropologische Fragen und das Mensch-Natur-Verhältnis diskutiert werden. Die letzte Aula Julio Caro Baroja fand im Jahr 2006 statt.

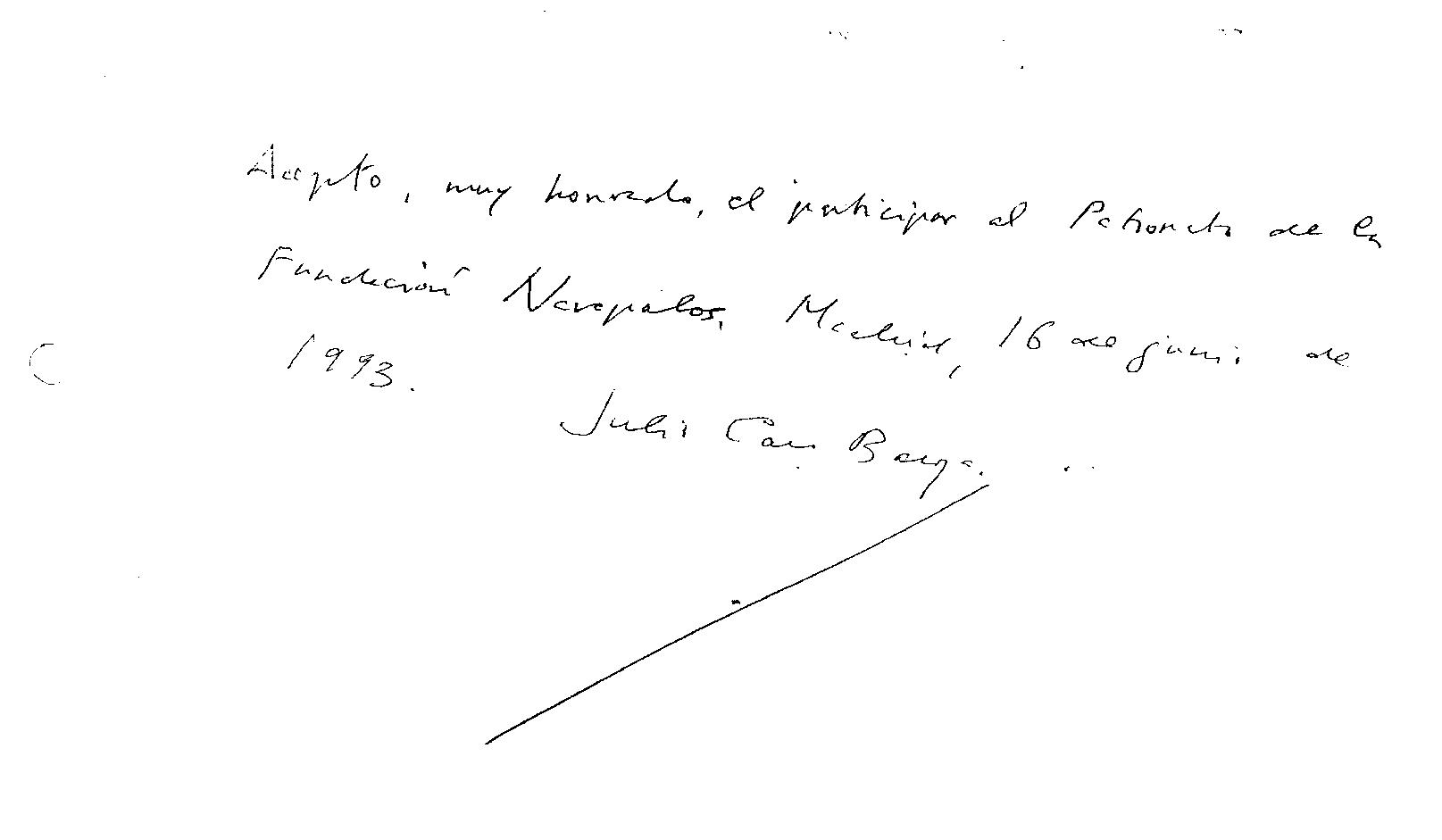
Handschriftlicher Brief Julio Caro Barojas, Annahme der Schirmherrschaft Navapalos („Patronato Navapalos“), 1993

Die Stiftung verdankt ihren Namen dem historischen, verlassenen Dorf Navapalos in der Provinz Soria im Norden von Madrid. Die geschichtliche Bedeutung des Dorfes wird nicht zuletzt darin ersichtlich, dass es schon im ältesten bekannten Text in spanischer Sprache – dem Cantar de Mio Cid (ca. Ende des 12. Jahrhunderts) – als „Nava de Palos“ erwähnt wird. Das Dorf besteht aus 18 Häusern, zwei arabischen Wachtürmen und einer Kirche, die zu Seminarräumen mit Kabinen für die Simultanübersetzung umgebaut ist. In unmittelbarer Nähe des Dorfes befinden sich bedeutende spanische Sehenswürdigkeiten wie das Castillo de Gormaz – eine der ältesten und am weitesten nördlich gelegenen, arabischen Festungen in Spanien – und die Kleinstadt El Burgo de Osma-Ciudad de Osma, die zwölf Kilometer von Navapalos entfernt ist.

## Auszeichnungen
Im Laufe der letzten 30 Jahre erhielten die Stiftung und der Entwicklungsdienst zahlreiche Würdigungen für ihre Arbeit bzw. Projekte. Hervorzuheben sind die Einstufungen der Vereinten Nationen:
- 1998; UN-HABITAT, Einstufung des ECO-Zentrums Navapalos als „GOOD“; Kategorien: Entvölkerung/Nachhaltige Entwicklung.[7]
- 2002, UN-HABITAT; Note „GOOD“, für ein Projekt in Telpaneca, Nicaragua.[7]

Eine besondere Ehre für die Stiftung und den Entwicklungsdienst stellte ferner die feierliche Eröffnung der Ausstellung „Arquitectura con tierra“ in der „Escuela Técnica Superior de Ingenieros de Caminos, Canales y Puertos de Madrid“ durch die Königin von Spanien, S.M. Sophia von Griechenland dar. Die Ausstellung, deren Kurator Erhard Rohmer war, fand im Rahmen des XIII. Weltkongresses von ICOMOS statt. Bei der Eröffnung waren ebenfalls der internationale Ehrenpräsident von ICOMOS, Michael Petzet, sowie der damalige Bürgermeister von Madrid, José María Álvarez del Manzano, anwesend.

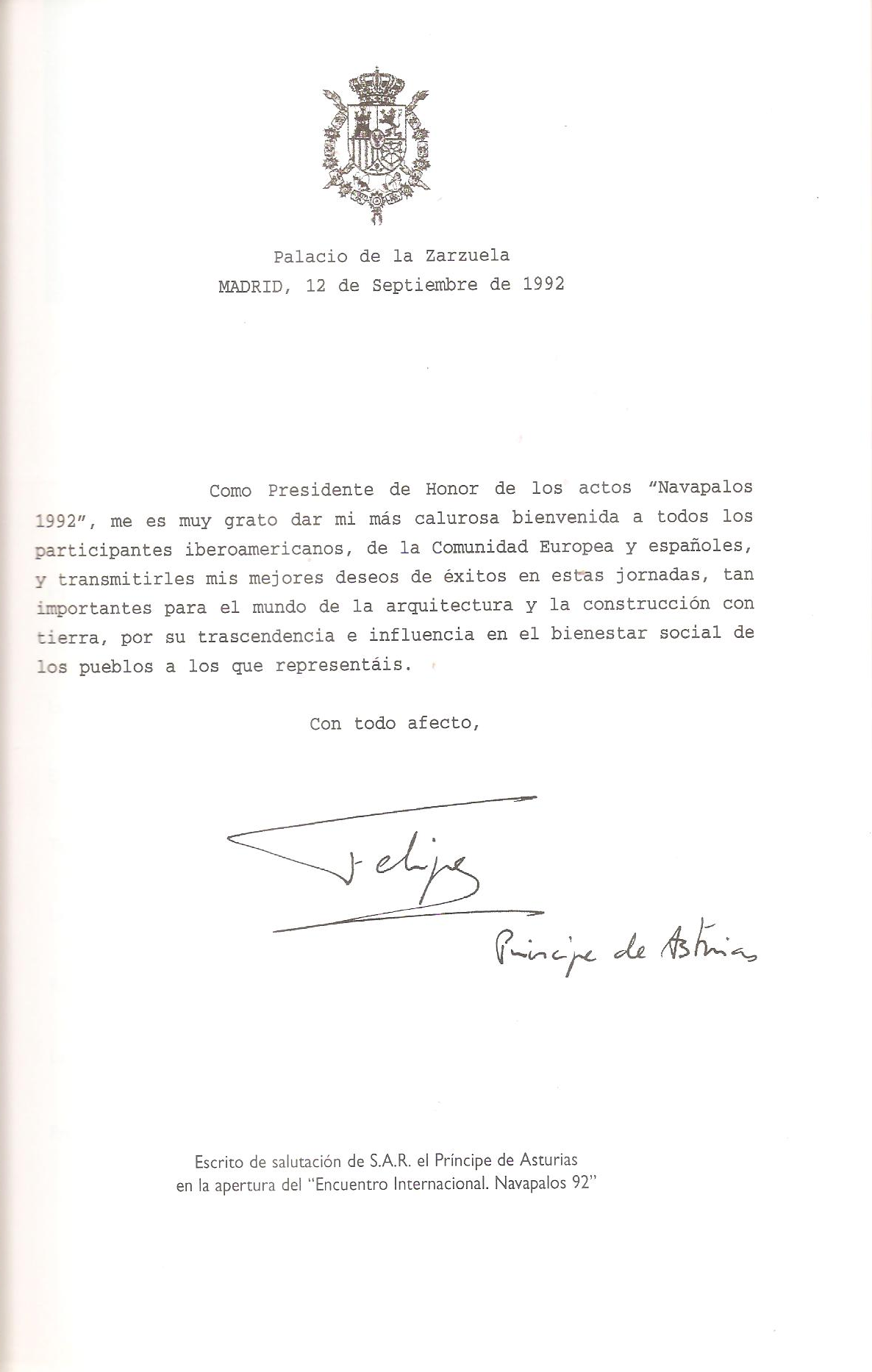
Handschriftlicher Brief von S. M. Felipe VI de España, damaliger „Príncipe de Asturias“. „Schirmherrschaft VIII, Encuentro de Trabajo en Navapalos“, Palacio de la Zarzuela, Madrid 1992

Bereits im Jahr 1992 hatte der Sohn der spanischen Königin – damaliger „Fürst von Asturien“ und heutiger König von Spanien S.M. Felipe VI. – die Schirmherrschaft über das „VIII. Internationale Arbeitstreffen“ des Zentrums Navapalos übernommen. Im spanischen Kontext ist ferner die Auszeichnung des Projektes Navapalos als bedeutender „Beitrag zur Entwicklung der bioklimatischen Architektur und zum Umweltschutz“ durch die Landesregierung Kastilien und León hervorzuheben.